# Hood Arrest
Hood Arrest è l'ottavo album in studio da solista del rapper statunitense MC Eiht, pubblicato nel 2003.

## Tracce
1. Intro – 0:29
2. Bring Back the Funk – 4:12
3. Dead Money – 4:29
4. I'm a G – 4:35
5. New Shit True Shit – 4:18
6. Hustle 4 Doe – 3:55
7. Nothing to Loose – 4:21
8. Struggle – 4:13
9. Welcome Back to the Ghetto (feat. Spice 1) – 4:19
10. Make Some Dough – 4:15
11. It's Your Life – 4:24
12. We Gots to Work – 3:40